# Darlanne Fluegel
Darlanne Fluegel est une actrice américaine, née le 25 novembre 1953 à Wilkes-Barre en Pennsylvanie aux États-Unis et morte le 15 décembre 2017 à Orlando en Floride, est une actrice, mannequin, productrice de cinéma et professeure de théâtre américaine. Elle obtient les rôles principaux féminins dans un certain nombre de films et d'émissions de télévision au cours des années 1980 et 1990.

## Biographie

### Jeunesse et éducation
Darlanne Fluegel est née le 25 novembre 1953 à Wilkes-Barre, en Pennsylvanie, elle est la deuxième d'une fratrie de cinq enfants dont le père se nomme Donald Raymond et la mère Jane (née Warnecke) Fluegel. Elle a une sœur aînée et trois frères plus jeunes, ainsi qu'une demi-sœur maternelle,.
Elle obtient son diplôme de la Binghamton High School (en) à Binghamton (New York) en 1971, soit l'année suivant la mort de son père.

### Carrière professionnelle

#### Mannequinat
Darlanne Fluegel commence sa carrière en tant que modèle à 16 ans. Elle déménage de Binghamton à New York à l'âge de 18 ans pour poursuivre sa carrière et « ne pas être un fardeau » pour sa mère.
En 1971, elle est embauchée comme mannequin par Eileen Ford, gagnant initialement 100 dollars de l'heure et termine sa carrière de mannequin en 1981 en gagnant 300 dollars de l'heure (soit l'équivalent de 966 dollars en 2022). Elle est représentée pendant 15 ans par Ford Model Management, puis par Zoli Agency (en) à New York tout en étudiant le théâtre chez Stella Adler. À cette époque, elle déclare : « Je n'ai jamais voulu de pièces de bimbo. Quand j'étais à New York, j'ai pensé que je préférerais modéliser plutôt que de venir en Californie et de prendre ce genre de pièces ».
En 1986, en réfléchissant à sa carrière de mannequin, elle déclare : « Cela n'a pas été facile. Il est difficile d'amener les gens du monde du théâtre à vous prendre au sérieux si vous avez été un modèle à succès. Certains modèles s'avèrent être de bonnes actrices ; la plupart sont terribles ». Son mentor en mannequinat, Eileen Ford, déclare quant à elle sur Darlanne Fluegel « ... elle a abordé son jeu d'acteur de manière scientifique. Elle y a travaillé et n'a pas laissé le battage médiatique lui monter à la tête. Beaucoup de mannequins n'auraient pas fait ça ».

#### Actrice
Concernant la fin de sa carrière dans le mannequinat, Darlanne Fluegel dit : « J'ai réalisé que j'avais échoué en tant que mannequin à 25 ans. Je travaillais dans le métier depuis des années et beaucoup de gens pensaient que je faisais plus âgée. J'ai réalisé que je devais faire un changement radical dans ma vie ». Elle fait ses débuts à l'écran dans un rôle secondaire en tant que modèle en 1978 dans le film d'Irvin Kershner de 1978 Les Yeux de Laura Mars. À propos de ses débuts, elle affirme : « Je n'étais pas prête après Laura Mars. Disons simplement que ce n'était pas très difficile de dépeindre un mannequin new-yorkais poursuivi par un cinglé. Mais quand j'avais 25 ans, j'étais déterminé à réussir quoi que je fasse et je pensais qu'Hollywood était un problème difficile à résoudre, mais qui pouvait être brisé ».
Son premier grand rôle au cinéma est celui de Nanelia en 1980 dans le film de science-fiction culte Les Mercenaires de l'espace.
Son grand rôle suivant est en 1984 dans le film de Sergio Leone Il était une fois en Amérique, dans le rôle d'Eve, petite amie de David (Robert De Niro). Ce rôle dans ce film lui ouvre la porte à un large éventail de types de personnages différents.
En 1985, elle apparaît dans Police fédérale Los Angeles sous le nom de Ruth Lanier, personnage amoureux de l'agent des services secrets Richard Chance joué par William Petersen. Elle apparaît ensuite en 1986 dans le film  Coup double en tant que petite amie d'Archie (Kirk Douglas) en 1986.
Peu de temps après, en 1986, elle incarne l'ex-femme de Billy Crystal, Anna Costanzo, dans le film Deux Flics à Chicago. Le réalisateur du film, Peter Hyams, déclare plus tard qu'il avait « eu un énorme béguin pour Fluegel depuis qu'il l'avait vue dans Police fédérale Los Angeles ».
Elle joue ensuite un rôle principal au cours de la première saison de la série dramatique de films noirs de NBC de Michael Mann, Les Incorruptibles de Chicago, dans le rôle de Julie Torello, l'épouse du détective Michael Torello (interprété par l'acteur Dennis Farina) dans onze épisodes de 1986 à 1987.
En tant qu'actrice principale, Darlanne Fluegel joue dans le film indépendant Le Tueur de l'autoroute (1988).
En 1989, elle joue avec Sylvester Stallone dans Haute Sécurité. Après avoir obtenu un rôle récurrent dans la série Un flic dans la mafia, et de 1990 à 1991, elle devient un membre régulier de la distribution dans la dernière saison de Rick Hunter. Entre 2002 et 2007, elle devient professeur de théâtre à l'université du centre de la Floride.
Darlanne Fluegel est également apparue dans de nombreux talk-show (comme The Tonight Show), mais aussi d'importantes campagnes publicitaires et des clips vidéo.
Elle est décédée des suites de la maladie d'Alzheimer.

## Filmographie

### Cinéma
- 1978 : Les Yeux de Laura Mars : Lulu
- 1980 : Les Mercenaires de l'espace : Nanelia
- 1981 : The Animals' Warm Slumber
- 1983 : The Last Fight (en) : Sally
- 1984 : Il était une fois en Amérique : Eve
- 1985 : Police fédérale Los Angeles : Ruth Lanier
- 1986 : Deux Flics à Chicago : Anna Costanzo[12]
- 1986 : Coup double : Skye
- 1988 : Le Tueur de l'autoroute (en) : Sarah 'Sunny' Harper
- 1988 : Deadly Stranger : Peggy Martin
- 1988 : À l'épreuve des balles : Devon Shepard
- 1989 : Haute sécurité : Melissa
- 1990 : Fatal Sky (en) : Phyllis 'Bird' McNamara
- 1992 : Simetierre 2 : Renee Hallow
- 1993 : Le Triomphe des innocents : Susan Broderick
- 1994 : Relative Fear (en) : Linda Pratman
- 1994 : Scanner Cop : Dr. Joan Alden
- 1994 : Breaking Point : Dana Preston / Molly Carpenter
- 1994 : Come Die with Me : Pat Chambers
- 1996 : Darkman 3 : Dr. Bridget Thorne

### Télévision
- 1984 : Concrete Beat : Stephanie
- 1985 : MacGyver : Barbara Spencer [12]
- 1986 : Les Incorruptibles de Chicago (Crime Story) : Julie Torello[12]
- 1986 : La Cinquième Dimension : La mère de Georgie
- 1986 : Alfred Hitchcock présente : Zoé
- 1986-1987 : Les Incorruptibles de Chicago : Julie Torello
- 1990 : Un flic dans la mafia : Lacey
- 1990-1991 : Rick Hunter : officier Joanne Molenski[12]
- 1994 : La Blonde et le Privé : Pat Chambers